# Tyke
Tyke (África, 1974 – Hawaii, 20 de agosto de 1994) foi um elefante africano pertencente ao Circo Internacional de Honolulu que no dia 20 de agosto de 1994, após fugir durante uma apresentação no Neal Blaisdell Center, morreu ao ser acertada 86 vezes pela polícia.
O animal conseguiu fugir depois de atacar fatalmente seu treinador e ferir gravemente outro funcionário do circo. Tyke saiu do picadeiro em direção ao centro da cidade de Honolulu, ferindo um jornalista e após 30 minutos de perseguição, a polícia local disparou 86 tiros, matando a elefante.
Com a morte de Tyke, o animal tornou-se símbolo para os direitos dos animais e o episódio transformou-se emblemático, para os casos de tragédias circenses, pois foram constatados inúmeros ferimentos no elefante decorrentes de maus tratos. Nas investigações, constataram que o treinador possuía várias queixas contra abuso de exercícios, além de que, na autópsia do treinador, foram encontrados traços de cocaína e álcool.
Com este incidente, alguns estados americanos, como a Califórnia e o Hawaii, aprovaram leis proibindo o uso de animais em apresentações circenses.

## Exemplos de outros elefantes mortos com crueldades
- Chunee, em Londres no ano de 1826;
- Topsy, eletrocutado em 1903 em Coney Island, no Brooklyn;
- Mary, enforcado em 1916 em Bristol, Tennessee.